# Puck (deporte)
Conocido en español como tejo, disco o pastilla, el puck es el elemento fundamental de diversos deportes, siendo el más conocido el hockey sobre hielo. Se emplea golpeándolo mediante el palo, con el objetivo de introducirlo en la portería contraria.

## Fabricación

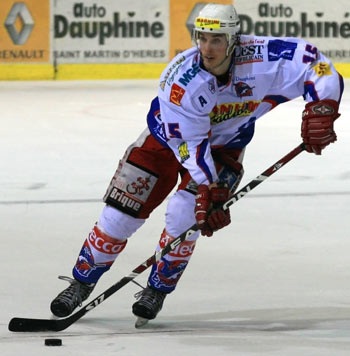
Jugador de hockey sobre hielo controlando el disco con el palo.

El disco está fabricado de caucho vulcanizado y tiene un grosor de 2,54 cm (1 pulgada) y 7,62 cm de diámetro (3 pulgadas). Su peso varía entre 156 y 170 gramos (5,5 a 6 onzas).

## Historia

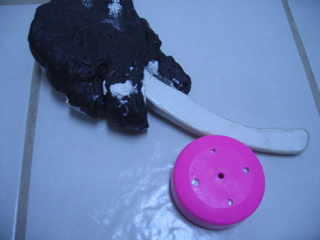
Puck de hockey subacuático.

El disco de hockey sobre hielo fue creado en 1877 por William F. Robertson, cortando una pelota dos veces, para evitar el incesante rebote que una bola esférica ocasionaba, saliendo en numerosas ocasiones disparada hacia el público.
La máxima velocidad registrada por un disparo de un disco de hockey fue de 170 kilómetros por hora (105,4 mph).
La cadena de televisión Fox, con el fin de hacer que los partidos de la NHL fueran más sencillos de seguir por la televisión, inventó el denominado FoxTrax, un puck que incluía LEDs en su fabricación.
La NHL, la liga profesional norteamericana, no exigió la regularización en su fabricación hasta la temporada 1990-91, aunque sus dimensiones y su peso fueron estandarizados medio siglo antes, en 1940, por medio de Art Ross.

## Uso en otros deportes
Variantes del disco se utilizan en otros deportes aparte del hockey sobre hielo. Es el caso del hockey subacuático, cuya diferencia fundamental con el del hockey convencional es que lleva un núcleo de plomo de aproximadamente kilo y medio para facilitar su desplazamiento debajo del agua, estando recubierto de teflón u otro material plástico.
También se utilizan objetos similares en los juegos del tejo o el hockey de aire.